# Bust
Bust es una comuna francesa situada en la circunscripción administrativa de Bajo Rin y, desde el 1° de enero de 2021, en la Colectividad Europea de Alsacia, en la región de Gran Este. Tiene una población estimada, en 2018, de 467 habitantes.
Está ubicada en la región histórica y cultural de Alsacia.